# Bảo tàng Biên giới Silesian-Lusatian ở Żary
Bảo tàng Biên giới Silesian-Lusatian ở Żary (tiếng Ba Lan: Muzeum Pogranicza Śląsko-Łużyckiego w Żarach) là một bảo tàng tọa lạc tại số 2 Phố Ogrodowa, Żary, Ba Lan.

## Lược sử hình thành
Bảo tàng Biên giới Silesian-Lusatian ở Żary bắt nguồn từ cuộc triển lãm đầu tiên được Hiệp hội Lịch sử Żary tổ chức vào năm 1888. Năm 1930, bộ sưu tập này được chuyển đến Lâu đài Bilberstein. Trong Chiến tranh thế giới thứ hai, dù tòa lâu đài bị đánh bom vào năm 1944 nhưng các bộ sưu tập của Bảo tàng vẫn còn nguyên vẹn. Tuy nhiên, trong thời gian Hồng quân đến chiếm đóng, phần lớn bộ sưu tập đã bị cướp bóc, chỉ một phần nhỏ được chuyển đến Bảo tàng Thành phố ở Nowa Sól.
Bảo tàng Biên giới Silesian-Lusatian ở Żary được thành lập vào năm 2013. Bộ sưu tập trước đây được lưu giữ tại tòa nhà ở số 2 Quảng trường Hồng y Wyszyński.

## Triển lãm
Bộ sưu tập của Bảo tàng Biên giới Silesian-Lusatian ở Żary hiện bao gồm: triển lãm khảo cổ học, triển lãm các ngành công nghiệp của Żary (sự phát triển của khai thác than, sản xuất thủy tinh, đồ sứ và bia), và nhiều thứ khác.

## Giờ mở cửa
Bảo tàng Biên giới Silesian-Lusatian ở Żary hoạt động quanh năm, mở cửa tất cả các ngày trong tuần trừ thứ Hai. Khách tham quan được vào cửa miễn phí.